# Viona Harrer
Viona Harrer (* 5. November 1986 in Rosenheim) ist eine deutsche Eishockeytorhüterin und -feldspielerin, die seit 2017 für den EC Bad Tölz in der Fraueneishockey-Landesliga Bayern spielt. Zuvor war sie über viele Jahre Torhüterin der deutschen Nationalmannschaft und bei verschiedenen Herrenmannschaften aktiv.

## Karriere
Viona Harrer startete ihre Karriere im Alter von fünf Jahren beim SB Rosenheim. Später trainierte sie auch beim TEV Miesbach und war Stammtorhüterin des ESC Planegg in der Frauen-Bundesliga, bevor sie vor der Saison 2003/04 zu ihren Großeltern nach Reichersbeuern zog, um im DNL-Team der Tölzer Löwen spielen zu können. In der Saison 2007/08 gab sie im Trikot der Tölzer Profimannschaft als erste Frau überhaupt ihr Debüt in der deutschen Eishockey-Oberliga. Nach dem Aufstieg der Tölzer Löwen in die 2. Eishockey-Bundesliga wechselte sie zum TSV Erding, wo auch ihr älterer Bruder Daniel seit mehreren Jahren spielte. Harrer spielte mit der Herrenmannschaft des TSV zunächst in der Regionalliga, ab 2011 in der Oberliga.
Bis 2012 gehörte sie dem Erdinger Kader an, ehe sie zurück zum EC Bad Tölz aus der Oberliga-Süd wechselte und dort für die Herrenmannschaft spielte. Viona Harrer gehörte bis 2014 der Sportfördergruppe der Bundeswehr an, zunächst als Hauptgefreiter, später als Unteroffizier.
Ende März 2014 beendete sie ihre Karriere als Torhüterin und spielte ab der Saison 2014/15 als Verteidigerin für den ESC Planegg in der Frauen-Bundesliga, der EWHL und dem EWCC. 2017 entschied sie sich aus privaten Gründen für einen Wechsel zum EC Bad Tölz in die Frauen-Landesliga Bayern. Harrer beendete ihr Studium mit einem Master in Sportmanagement. Seit Sommer 2018 arbeitet sie in der Geschäftsstelle der Profimannschaft Tölzer Löwen aus der DEL2.

### International
Schon im Alter von 16 Jahren gehörte sie zum erweiterten Kader der deutschen Nationalmannschaft und reiste zur Weltmeisterschaft 2003 nach Peking, die aber aufgrund der SARS-Epidemie abgesagt wurde. Beim Turnier ein Jahr später kam sie in Halifax, Kanada, zu ihren ersten Einsätzen bei einer Weltmeisterschaft. Wegen einiger Verletzungen verpasste sie die Olympischen Winterspiele 2006 und konnte erst 2007 bei der Weltmeisterschaft wieder international auflaufen.
Bei der Weltmeisterschaft 2008 stieg sie mit der Nationalmannschaft in die Division I ab.
2009 verpasste das Nationalteam den Wiederaufstieg in die Top-Division knapp; erst 2011 (bei der Heim-WM in Ravensburg) wurde dieses Ziel erreicht. Bei der Weltmeisterschaft 2013 in Ottawa belegte Harrer mit dem Nationalteam den fünften Platz und damit eine der bisher besten Platzierungen bei einer Weltmeisterschaft in der Geschichte des deutschen Fraueneishockeys.
Nach dem siebten Platz bei den Olympischen Spielen 2014 in Sotschi trat Viona Harrer nach mehr als zehn Jahren aus der Nationalmannschaft zurück.
Seit 2015 unterstützt sie die U18-Juniorinnen-Nationalmannschaft als Torwarttrainerin. Bei der Eishockey-Weltmeisterschaft der U18-Frauen 2017 agierte sie als Co-Trainerin und schaffte mit der weiblichen U18-Auswahl die Rückkehr in die Top-Division.